# Distrikt Tinicachi
Der Distrikt Tinicachi liegt in der Provinz Yunguyo in der Region Puno in Südost-Peru. Der Distrikt wurde am 28. Dezember 1984 gegründet. Er besitzt eine Fläche von 3,22 km². Beim Zensus 2017 wurden 974 Einwohner gezählt. Im Jahr 1993 betrug die Einwohnerzahl 1334, im Jahr 2007 1490. Sitz der Distriktverwaltung ist die 3852 m hoch gelegene Ortschaft Tinicachi mit 605 Einwohnern (Stand 2017). Tinicachi befindet sich 15 km ostnordöstlich der Provinzhauptstadt Yunguyo.

## Geographische Lage
Der Distrikt Tinicachi befindet sich im Osten der Provinz Yunguyo. Er liegt im Süden der Copacabana-Halbinsel am Nordwestufer des Wiñaymarka, dem Südteil des Titicacasees.
Der Distrikt Tinicachi grenzt im Süden an den Distrikt Unicachi, im Westen an den Distrikt Ollaraya sowie im Norden an Bolivien.